# Northborough, Massachusetts
Northborough är en kommun (town) i Worcester County i delstaten Massachusetts, USA.